# 科基爾良卡鄉
45°12′30″N 27°2′20″E / 45.20833°N 27.03889°E
科基爾良卡鄉（羅馬尼亞語：Comuna Cochirleanca, Buzău），是羅馬尼亞的鄉份，位於該國東南部，由布澤烏縣負責管轄，面積51平方公里，海拔高度83米，2007年人口5,789，人口密度每平方公里114人。